# Menophra theobromaria
Menophra theobromaria är en fjärilsart som beskrevs av Turati 1909. Menophra theobromaria ingår i släktet Menophra och familjen mätare. Inga underarter finns listade i Catalogue of Life.